# Patala

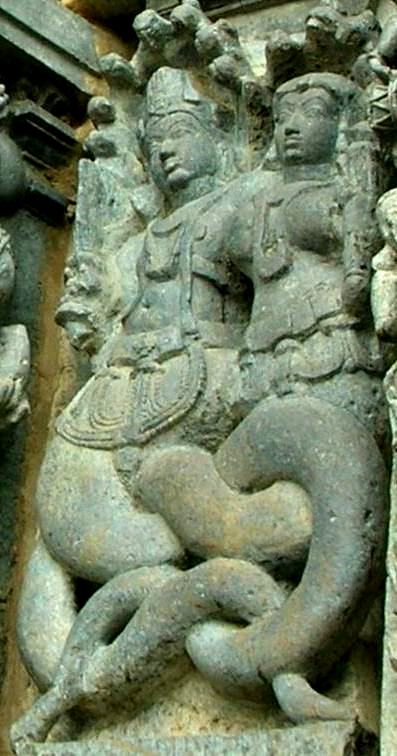
Nagas sollen im untersten Bereich von Patala, Naga-loka genannt, leben.

In den indischen Religionen bezeichnet Patala / Patallok (Sanskrit: पाताल, IAST: pātāla, „das, was unter den Füßen ist“, lok (लोक) bedeutet „Welt“, „Sphäre“: Patallok (पाताललोक) – die Unterwelt, die Welt der Dämonen) die unterirdischen Reiche des Universums – die sich unter der irdischen Dimension befinden. Patala wird oft mit Unterwelt übersetzt. Im Gegensatz dazu gibt es das Svarga Loka, welches das Reich der Götter ist, die den einen Gott (Narayana) lieben und ihm dienen. Obwohl Patala als die Welt der Dämonen gilt, wird sie in vielen Texten als ein wunderschöner und prächtiger Ort beschrieben, reich an Juwelen, malerischen Hainen und klaren Seen. Dennoch wird Svarga Loka als ein himmlischer und überragend schönerer Ort angesehen, der eine tiefere spirituelle Erfüllung bietet.

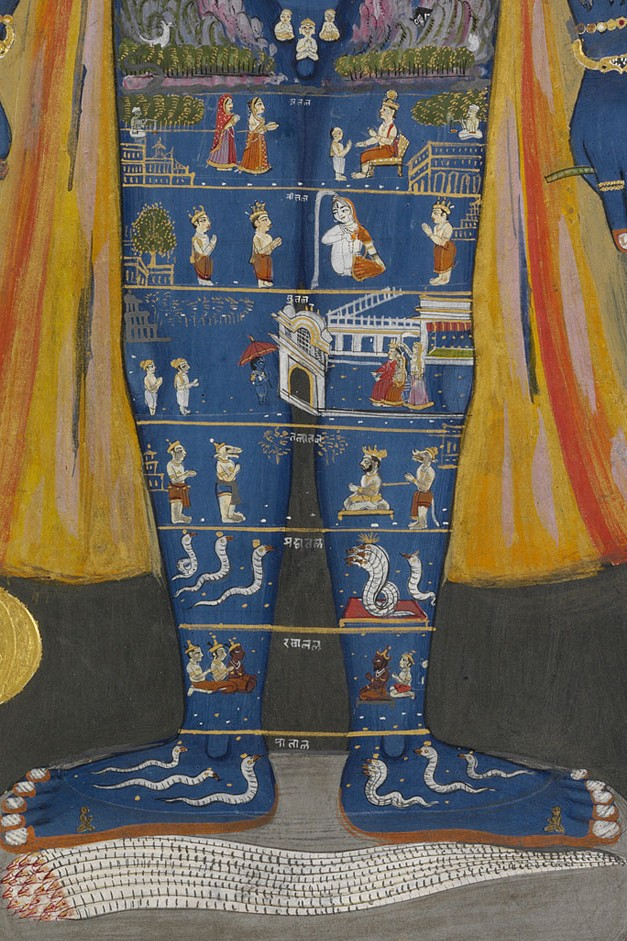

Im Vajrayana-Buddhismus sind Höhlen, die von Asuras bewohnt werden, Eingänge zu Patala; diese Asuras, insbesondere weibliche Asuras, werden oft von berühmten buddhistischen Figuren wie Padmasambhava als Dharmapala oder Dakinis „gezähmt“ (zum Buddhismus bekehrt).
In der Hindu-Kosmologie wird das Universum in die drei Welten Svarga, Bhumi (Erde) und Patala (Unterwelt) unterteilt. Patala besteht aus sieben Reichen/Dimensionen oder lokas. Die siebte und unterste von ihnen wird auch Patala oder Naga-loka genannt, in welchem die sogenannten Nagas leben.

## Die sieben Reiche von Patala
Im Vishnupurana, heißt es, dass die sieben Reiche von Patala, die übereinander liegen, siebzigtausend Yojanas (eine Maßeinheit) unter der Erdoberfläche liegen. Jedes von ihnen erstreckt sich über zehntausend Yojana. In der Bhagavata Purana und der Padma Purana werden sie Atala, Vitala, Sutala, Talatala, Mahatala, Rasatala und Patala genannt. Die verschiedenen Reiche von Patala werden von verschiedenen Asuras und Nagas regiert. Gewöhnlich sind die Nagas, angeführt von Vasuki, dem untersten Reich zugeordnet. Das Bhagavata Purana enthält eine detaillierte Beschreibung der sieben unteren Reiche. Eine ähnliche Beschreibung der sieben Patalas erscheint auch in der Devi-Bhagavata Purana.

### Atala
Atala wird von Bala – einem Sohn von Maya – regiert, der über mystische Kräfte verfügt. Mit einem Gähnen erschuf Bala drei Arten von Frauen – die svairiṇī („eigenwillig“), die gerne Männer aus ihrer eigenen Gruppe heiraten; die kāmiṇī („lüstern“), die Männer aus jeder Gruppe heiraten, und die punshchalī („die, die sich ganz hingeben“), die ständig ihre Partner wechseln. Wenn ein Mann Atala betritt, verzaubern ihn diese Frauen und servieren ihm ein berauschendes Cannabisgetränk, das die sexuelle Energie des Mannes anregt. Dann genießen diese Frauen das sexuelle Spiel mit dem Reisenden, der sich stärker als zehntausend Elefanten fühlt und den drohenden Tod vergisst.

### Vitala
Vitala wird von dem Gott Hara-Bhava (möglicherweise eine Form von Shiva) regiert, der mit den ihn begleitenden Ganas, darunter Geister und Kobolde, als Herr der Goldminen zusammen mit seiner Gemahlin Bhavani, als Stammvater der Lebewesen wohnt und dessen sexuelle Säfte hier als Fluss Hataki fließen. Wenn Feuer – vom Wind angefacht – aus diesem Fluss trinkt, spuckt es das Wasser als eine Art Gold namens Hataka aus. Die Bewohner dieses Reiches sind mit Gold aus dieser Region geschmückt.

### Sutala
Sutala, erbaut von Vishvakarma, ist das Reich des frommen Asurakönigs Bali. Der zwergwüchsige Avatar von Vishnu, Vamana, schickte Bali – der die drei Welten erobert hatte – mit der Bitte um drei Schritte Land und erwarb die drei Welten in seinen drei Schritten. Vamana schickte Bali nach Sutala, doch als Bali sich Vishnu ergab und ihm all seine Besitztümer übergab, machte Vishnu Bali im Gegenzug reicher als Indra, den Götterkönig des Himmels. Bali betet in diesem Reich immer noch zu Vishnu. Hoch beeindruckt von der Hingabe Balis, gab Vishnu ihm den Segen, dass Er selbst für immer als Wächter in Balis Palast stehen würde.

### Talātala
Talātala ist das Reich des Asura-Architekten Maya, der in der Zauberei bewandert ist. Shiva zerstörte als Tripurantaka die Drei Städte von Maya, war aber später mit Maya zufrieden und gab ihm dieses Reich und versprach, ihn zu beschützen.

### Mahātala
Mahātala ist der Aufenthaltsort der vielköpfigen Nagas (Schlangen) – die Söhne von Kadru, angeführt von der Krodhavasha (Unerbittlichen) Bande von Kuhaka, Takshaka, Kaliya und Sushena. Sie leben hier mit ihren Familien in Frieden, fürchten aber stets Garuda.

### Rasātala
Rasātala an der Fußsohle der universellen Form Vishnus ist die Heimat der Asuras – Danavas und Daityas, die mächtig aber grausam sind. Sie sind die ewigen Feinde der Devas (der Götter). Sie leben in Löchern wie Schlangen.

### Patala
'Patala' oder 'Nagaloka' ist das unterste Reich und die Region der Nagas, regiert von Vasuki (der Schlange, die um Shivas Hals hängt). Hier leben mehrere Nagas mit vielen Kapuzen. Jede ihrer Kapuzen ist mit einem Juwel geschmückt, dessen Lichtquelle dieses Reich erhellt.

## Hinduistische Schriften über Patala

### Vishnu Purana
Im Vishnu Purana gibt es eine interessante Passage, in der Narada, der berühmte weise Rishi und der berühmte Gottessänger, über Patala spricht. Narada spielt in den Purana eine wichtige Rolle als spiritueller Lehrer und Berichterstatter, der sowohl die göttlichen als auch die weltlichen Ereignisse beobachtet und darüber spricht. Narada beschreibt Patala als die unterste der sieben Welten und stellt es als ein mystisches, aber dunkles Reich dar. Er erwähnt, dass Patala ein Ort von großer Schönheit und Reichtum sein kann, aber zugleich ist er auch von Dämonen, Asuras und anderen dunklen Wesen bewohnt und die Schönheit dieser Welt ist nicht mit der spirituellen Reinheit und dem ewigen Glück des Svarga lokas zu vergleichen:

„Die Pātālas sind die untersten Welten, die in den tiefsten Regionen der Erde liegen. Hier wohnen die Asuras und Nāgas, die sowohl in materiellen als auch spirituellen Aspekten von den Devas verschieden sind. Sie leben in einer Welt, die von den gleichen Gesetzen von Karma und Wiedergeburt beherrscht wird wie die anderen Welten.“

Die Schönheit wird also durch die Dämmerung und den geheimen Zauber der Welt dargestellt, aber nicht als Ort des reinen Glücks.

### Mahabharata
Im Mahabharata gibt es auch Beschreibungen von Patala, die teilweise die Schönheit der Landschaft und die Residenzen von Dämonen und anderen übernatürlichen Wesen hervorheben. Patala wird als reich an Edelsteinen und überfließenden Schätzen beschrieben, und die Natur dort ist durchaus beeindruckend, jedoch wird sie im Vergleich zu den himmlischen Reichen als ein Ort mit einem dunklen und chaotischen Charakter beschrieben.
Der weise Bhishma beschreibt auf dem Schlachtfeld von Kurukshetra in der Anushasana Parva (Buch der Instruktionen) die Struktur des Universums und die verschiedenen Welten gesprochen, einschließlich der Unterwelten, zu denen auch Pātāla gehört. Bhishma erklärt die verschiedenen Bereiche des Kosmos, die von den Devas, Asuras und anderen Wesen bewohnt werden. Hier wird Pātāla als die tiefste Ebene des Universums beschrieben, in der die Asuras und andere dämonische Wesen leben. Es wird auch betont, dass die Unterwelten einen wesentlichen Platz im kosmischen Gleichgewicht haben, auch wenn sie nicht dem gleichen Ideal wie die höheren Himmelsregionen entsprechen.
In der Vana Parva beschreibt der Text die Reise von Yudhishthira und seinen Brüdern, die verschiedene spirituelle und geografische Regionen des Universums kennenlernen. Im Zusammenhang mit den Unterwelten wird Pātāla als eine der sieben Niederwelten aufgeführt, in denen die Asuras und andere Wesen leben, die mit den Göttern in Konflikt stehen oder von ihnen getrennt sind.
Pātāla wird als eine Region beschrieben, die tief unter der Erde liegt, weit entfernt von den höheren Bereichen wie Swarga (Himmel) oder der Erde. In dieser Region wohnen Wesen, die entweder durch ihre Taten im früheren Leben dorthin verbannt wurden oder aus anderen Gründen nicht in die höheren Sphären aufsteigen konnten. Es wird jedoch betont, dass Pātāla nicht notwendigerweise ein Ort des ewigen Leidens ist, sondern eher eine Region mit eigenen Gesetzen und einem von den Göttern abgetrennten Lebensraum.

### Bhagavata Purana
Im Bhāgavata Purāṇa wird die Region Pātāla von verschiedenen Weisen und Göttern beschrieben, insbesondere durch Shukadeva Goswami, der die Geschichten des Bhāgavata Purāṇa an König Parīkṣit überliefert. Die Beschreibungen von Pātāla finden sich vor allem im 5. Buch des Bhāgavata Purāṇa, das sich mit der Beschreibung der verschiedenen Welten des Universums befasst, darunter auch die sieben Pātālas.
Im 5. Buch (Kapitel 24) erklärt Śukadeva Gosvāmī Pātāla als eine der sieben Unterwelten (Pātālas), die unterhalb der Erde liegen und von verschiedenen kosmischen Wesen bewohnt werden.
Ein wichtiges Zitat lautet:

„Unterhalb der Erde liegen die sieben Pātālas. Diese sind der Aufenthaltsort der Asuras und Nāgas, die in ihrer materiellen Existenz gefangen sind. Doch sind diese Welten, obwohl sie von den Göttern getrennt sind, auch von kosmischer Ordnung geprägt, und die Wesen dort folgen ihren eigenen Gesetzen des Karmas.“

In diesem Kontext erklärt Śukadeva Gosvāmī, dass Pātāla nicht nur als ein Ort des Leidens gilt, sondern auch als eine Region, die eine eigene kosmische Ordnung hat. Sie ist der Aufenthaltsort von Asuras (dämonischen Wesen), Nāgas (Schlangengöttern) und anderen, die im Verlauf ihrer karmischen Reise in diese Welt kommen.

### Ramayana
In der Yuddha Kanda des Ramayana wird auf die Pātāla-Region als Wohnsitz der Dämonen hingewiesen. Es wird jedoch nicht im Detail beschrieben, sondern lediglich als ein Ort erwähnt, an dem Asuras und Dämonen fliehen oder leben:

„Die Asuras, die Rama besiegt hat, fliehen in die dunklen Unterwelten, wie Pātāla, und suchen Zuflucht vor dem Zorn des Königs.“

### Srimad Bhagavatam
Im Shrimad Bhagavatam werden alle Unterirdischen Lokas beschrieben und folgendermaßen zusammengefasst:

„In diesen sieben Planetensystemen, die auch als die unterirdischen Himmel [bila-svarga] bekannt sind, gibt es sehr schöne Häuser, Gärten und Orte des Sinnesgenusses, die sogar noch üppiger sind als die auf den höheren Planeten, weil die Dämonen einen sehr hohen Standard an Sinnesgenuss, Reichtum und Einfluss haben. Die meisten Bewohner dieser Planeten, die als Daityas, Dānavas und Nāgas bekannt sind, leben als Haushälter. Ihre Ehefrauen, Kinder, Freunde und die Gesellschaft sind alle voll und ganz mit illusorischem, materiellem Glück beschäftigt. Der Sinnesgenuss der Halbgötter wird manchmal gestört, aber die Bewohner dieser Planeten genießen das Leben ohne Störungen. Man kann also davon ausgehen, dass sie dem illusorischen Glück sehr zugetan sind.“

Patala wird in einigen Texten als ein Ort mit verborgener Schönheit beschrieben, etwa durch Juwelen, prächtige Paläste und fließende Gewässer. Diese Darstellungen zeigen die Ambivalenz von Patala als Ort der Magie und des Reichtums, aber auch als einen Ort des Chaos und der Dunkelheit. Es bleibt jedoch ein „unterer“ Ort im Vergleich zu den höheren, glückseligeren Reichen wie Svargalok, und die Schönheit in Patala wird oft von negativen Assoziationen überschattet.

## Buddhismus
Im frühen Vajrayana wird Patala (Tibetisch: sa 'og ས་འོག་ „der Unterirdische“) als eine Gruppierung von unterirdischen Welten verstanden, die von Nāgas und Asuras oberhalb des Naraka-Reiches bewohnt werden. Während die Geschichte der Errichtung von Patala als Asura-Reich auf die Niederlage der Asuras auf dem Berg Meru zurückgeführt wird, ist dies in den buddhistischen Schriften auf ihre Niederlage durch Śakra mittels eines Mantras von Mañjuśrī zurückzuführen und nicht auf ihre Niederlage durch Vishnu; dies ist die Erklärung für das Erscheinen von Śakra, der das Banner von Mañjuśrī in ikonischen Bildern schwingt.
Patala wird mit den Kriyātantras in Verbindung gebracht, die mit der kīla assoziiert werden, dem Phänomen des tertön und terma und der Wassermagie und mit der Erlangung des vidyādhara (chinesisch 仙, 仚, Pinyin xiān) Status verbunden sind. Diese Praktiken wurden nach der Frühzeit des Tibetischer Buddhismus und des Tangmi weitgehend ignoriert, waren aber ursprünglich populär.
Die Bedeutung von Patala für den esoterischen Buddhismus lag in seiner Rolle als Quelle der Alchemie und der magischen Wissenschaft oder vidyā, der Unsterblichkeit und des Vergnügens, insbesondere der Möglichkeit für den (männlichen) vidyādhara, mit weiblichen Nicht-Menschen Verkehr zu haben. Er wurde auch als Quelle fließenden Wassers angesehen.

## Bibliografie
- Cornelia Dimmitt: Classical Hindu Mythology: A Reader in the Sanskrit Puranas. Temple University Press, 2012, ISBN 978-1-4399-0464-0 (englisch, google.com).
- Veṭṭaṃ Māṇi: Puranic Encyclopaedia: A Comprehensive Dictionary With Special Reference to the Epic and Puranic Literature. Motilal Banarsidass, Delhi 1975, ISBN 0-8426-0822-2 (englisch, archive.org).
- Veṭṭaṃ Māṇi: Purāṇic Encyclopaedia: A Comprehensive Dictionary with Special Reference to the Epic and Purāṇic Literature. Motilal Banarsidass, 1998, ISBN 978-81-208-0597-2 (englisch, google.com).
- Robert Mayer: The Importance of the Underworlds: Asuras' Caves in Buddhism, and Some Other Themes in Early Buddhist Tantras Reminiscent of the Later Padmasambhava Legends. In: Journal of the International Association of Tibetan Studies. 3. Jahrgang, 2007 (englisch, thlib.org).
- Parmeshwaranand: Encyclopaedic Dictionary of Puranas. Sarup & Sons, 2001, ISBN 978-81-7625-226-3 (englisch, google.com).
- Horace Hayman Wilson: The Vishnu Purana (Translation). Trübner & Co., London 1865, Chapter V, S. 209–213 (englisch, archive.org).